# Biogeen sediment
Biogeen sediment is sediment van dierlijke of plantaardige oorsprong. Het bestaat overwegend uit skelet- en schelpdeeltjes van bijvoorbeeld koralen, kiezelwieren en weekdieren. De meeste biogene sedimenten bestaan uit calciumcarbonaat of silicaat.
Voorbeelden zijn koraalkalken, diepzeekalkslib, stromatolieten, diatomeeënaarde, bepaalde typen zoetwaterkalk. Soms worden de organogene afzettingen (bruinkool, steenkool) er ook toe gerekend.
Witte krijtafzettingen, zoals aanwezig in de klifkusten van Cap Blanc-Nez en Dover zijn biogene sedimenten die voornamelijk bestaan uit de kalkskeletten van planktonische foraminifera.